# A Different Shade of Blue
A Different Shade of Blue es el segundo álbum de estudio de la banda estadounidense de metalcore Knocked Loose. Fue lanzado a través de Pure Noise Records el 23 de agosto de 2019 y producido por Will Putney. Fue el último álbum que contó con el guitarrista rítmico Cole Crutchfield antes de su salida en 2020.

## Lista de canciones
| N.º | Título                                                     | Duración |  |
| 1.  | «Belleville»                                               | 3:16     |  |
| 2.  | «Trapped in the Grasp of a Memory»                         | 3:53     |  |
| 3.  | «A Serpent's Touch» (con Emma Boster de Dying Wish)        | 3:02     |  |
| 4.  | «By the Grave»                                             | 3:05     |  |
| 5.  | «In the Walls»                                             | 3:02     |  |
| 6.  | «Guided by the Moon»                                       | 3:48     |  |
| 7.  | «Mistakes like Fractures»                                  | 3:39     |  |
| 8.  | «Forget Your Name» (con Keith Buckley de Every Time I Die) | 2:42     |  |
| 9.  | «Road 23»                                                  | 2:12     |  |
| 10. | «...And Still I Wander South»                              | 3:42     |  |
| 11. | «Denied by Fate»                                           | 2:23     |  |
| 12. | «Misguided Son»                                            | 3:15     |  |

## Posicionamiento en lista
| Lista (2019)                 | Posición |
| ---------------------------- | -------- |
| Scottish Albums (OCC)        | 41       |
| UK Album Sales (OCC)         | 26       |
| UK Digital Albums (OCC)      | 66       |
| UK Physical Albums (OCC)     | 27       |
| UK Independent Albums (OCC)  | 5        |
| UK Rock & Metal Albums (OCC) | 3        |
| US Billboard 200             | 26       |

## Personal
Knocked Loose
- Bryan Garris - voz principal
- Isaac Hale - guitarra principal, coros
- Cole Crutchfield - guitarra rítmica, coros
- Kevin Otten - bajo
- Kevin "Pacsun" Kaine - batería

Producción
- Will Putney - producción, ingeniería, mezcla